# Vlaggenkapitein
In de Royal Navy was een vlaggenkapitein  (Engels:flag captain) de kapitein van het vlaggenschip van een admiraal (een vlagofficier). Tijdens de 18e en 19e eeuw, kon het vlaggenschip tevens een kapitein van de vloot hebben, die in rang tussen de vlaggenkapitein en de admiraal in zat. Op het schip diende de kapitein van de vloot dan als "eerste kapitein", met de vlaggenkapitein als "tweede kapitein". 
Vlaggenkapitein was een positie en geen rang. De rang van een vlaggenkapitein was kapitein-ter-zee (post-captain). In tegenstelling tot een kapitein van de vloot was een vlaggenkapitein een redelijk junior kapitein-ter-zee. 